# Ove Arbo Høeg
Ove Fredrik Arbo Høeg 1898, Larvik - 1993, Oslo) fue un botánico, algólogo, paleobotánico y profesor noruego de la Universidad de Oslo entre 1947 hasta 1967. Se especializó en paleobotánica y en etnobotánica.
Fueron sus padres el cónsul, armador, consultor y miembro del parlamento Thomas Arbo Høeg (1852-1930) y su esposa Sigrid Bugge (1862-1945). Se casó en 1923, con Elisabeth Cathrine Blom (1898-1927).
Høeg fue redactor de Blyttia, y de la revista Norsk botanisk forening entre 1949 a 1963, solo interrumpida por un trabajo de campo en la India entre 1951 a 1953: director y organizador del Instituto Sahni de Paleobotánica en Lucknow, India, en nombre de la UNESCO.
En 1917, obtuvo el examen artium, y en 1923 el cand. real. por la Universidad en Kristiania. En 1942, defendió la tesis para optar al dr. philos.- graden por la Universidad de Oslo.
Sus publicaciones van desde 1921 hasta 1991, e incluyeron temas de paleobotánica, algas, hongos, líquenes, y espermatofitas; y además sobre morfología y anatomía, biología floral, palinología, fitogeografía, polinización, e historia de la vegetación.
Dentro de la etnobotánica en Noruega, escribió el libro Planter og tradisjon: Floraen i levende tale og tradisjon i Norge 1925-1973 (1974) (Plantas y tradición: la flora en el habla viva y la tradición en Noruega, 1925-1973 (1974), presentó un trabajo estándar, basado en una amplia colección de folclore y de conocimientos biológicos. Luego, una edición reducida se publicó en 1985 bajo el título Ville vekster til gagn og glede (Las plantas silvestres para el beneficio y disfrute).
En 1981 publicó Eineren i norsk natur og tradisjon (utvidet utgave i 1996) (El enebro común (Juniperus communis) en la naturaleza y la tradición noruega (edición ampliada en 1996), el primer volumen de la serie de libros de árboles del Museo Forestal Noruego de historia cultural.

## Algunas publicaciones
- 1971. Plants in the Arctic: Today and in the Past. Vol. 17 de Sir Albert Charles Seward memorial lecture. Ed. Birbal Sahni Institute of Palaeobotany, 9 pp.

- 1961. Studies of Ordovician Algae. Con J. Harlan Johnson. Quarterly of the Colorado School of Mines 56 ( 2): 1-120

- 1935. The Lower Permian Flora of the Oslo Region. Edición reimpresa. 43 pp.

- 1934. Studies in Stromatolites: On a finiglacial occurence at Holmestrand. Vol. 6 Skrifter. Ed. Bruns, 8 pp.

- 1929. A Postglacial Marine Stromatolite from South-eastern Norway. Vol. 1 de Studies in stromatolites. Ed. Bruns, 60 pp.

## Honores

### Membresías
- 1956: miembro de la Academia Noruega de Ciencias

- Real Sociedad de las Artes y las Ciencias de Noruega

- «Norsk botanisk forening».

- La abreviatura «Høeg o Hoeg» se emplea para indicar a Ove Arbo Høeg como autoridad en la descripción y clasificación científica de los vegetales.[3]